# Карлуш Филипи Шимениш Белу
Вижте пояснителната страница за други личности с името Карлуш.
Ка̀рлуш Филѝпи Шимѐниш Бѐлу (на португалски: Carlos Filipe Ximenes Belo) е римокатолически епископ и общественик от Източен Тимор, носител на Нобелова награда за мир.
На 21 септември 1973 г. дава обети за целомъдрие, бедност и послушание в монашеската конгрегация Салезиани на Дон Боско. Ръкоположен е за свещеник на 26 юли 1980 г. Преконизиран е за апостолически администратор на епархия Дили и титулярен епископ на Лориум на 21 март 1988 г. Ръкоположен е за епископ от апостолическия нунций в Индонезия архиепископ Франческо Каналини на 19 юни 1988 г.
Епископ Карлош е създава католически средни училища, семинарии и сиропиталища в Източен Тимор.
След анексията от Индонезия на току-що освободилия се Източен Тимор (бившата колония Португалски Тимор) е сред първите защитници на жителите на местното население. Провежда постоянно акции за информиране за преследване на цивилното население.
След кръвопролитията по време на мирната демонстрация в Дили през 1991 г. ръководи успешна кампания за реформа в индонезийската армия, завършила с оставката на 2 високопоставени генерали. Като привърженик на пасивната борба представя своите възгледи в отворено писмо през 1994 г., в което призовава за ограничаване на действията на индонезийската армия в Източен Тимор, разширяване на гражданските права на източнотиморците и организиране на референдум за независимост на Източен Тимор.
Преживява 2 безуспешни опити за атентат – през 1989 и 1991 г. Получава Нобелова награда за мир, заедно със сънародника си Жузе Рамуш Хорта, през 1996 г. „за техните усилия за справедливо и мирно разрешение на конфликта в Източен Тимор“.
След като на 30 август 1999 г., след проведен референдум, Източен Тимор обявява независимост от Индонезия, епископ
Карлош Фелипе Шименеш Бело е принуден да напусне страната. Унищожени са неговият дом и църквите, основни от него. Връща се отново в страната след месец. На 26 ноември 2002 г. подава оставка от ръководството на столичната епархия в Дили.
Занимава се с мисионерска дейност в Мозамбик от 2004 г. 